# Vancouver Whitecaps (NASL)
Die Vancouver Whitecaps waren ein kanadisches Fußballfranchise in Vancouver.

## Geschichte
Die Whitecaps wurden am 11. Dezember 1973 gegründet und spielten ab 1974 in der North American Soccer League.
1979 gewannen sie den „Soccer Bowl“ der NASL. Im Finale wurden die Tampa Bay Rowdies mit 2:1 besiegt. Insgesamt konnten sie fünfmal ihre jeweilige Conference bzw. Division gewinnen.
Als die NASL 1984 aufgelöst wurde, stellten die Whitecaps auch ihren Spielbetrieb ein.
Seit 2011 ist ein Team mit dem Namen Vancouver Whitecaps in der Major League Soccer aktiv, das die Tradition der Whitecaps fortführen soll.

## Stadion
Von 1974 bis 1983 spielte die Mannschaft im Empire Stadium. 1983 zogen die Whitecaps in das neuentstandene BC Place Stadium um.

## Erfolge
- NASL Soccer Bowl: 1979

## Bekannte Spieler
- Holger Osieck (1977)
- Alan Ball (1979–80)
- Peter Beardsley (1981–83)
- Bruce Grobbelaar (1979–81)
- David Harvey (1980–83)
- Kevin Hector (1978–80)
- Horst Köppel (1976–1977)
- Ruud Krol (1980)
- Peter Lorimer (1981–83)
- Jon Sammels (1978–79)
- Nobby Stiles (1981–84)
- Frans Thijssen (1983–1984)
- David Watson (1983)

## Bekannte Trainer
- Eckhard Krautzun (1976–1978)